# Colecta (oración)
En la misa de la Iglesia romana y en la liturgia anglicana colecta significa una súplica u oración conveniente al oficio del día y que el sacerdote recita antes de la epístola. 
En general todas las oraciones de cada oficio pueden llamarse colectas porque el sacerdote habla siempre en ellas en nombre de toda la asamblea cuyos sentimientos y deseos resume por la palabra oremus, roguemos. Esta es la observación del pontífice Inocencio III por lo que en muchos autores antiguos la misma reunión de los fieles es llamada colecta. 
Algunos atribuyen el origen de estas oraciones a los pontífices Gelasio y San Gregorio Magno pero es muy probable que estos dos papas en sus Sacramentales, no han hecho más que reunir y poner en Orden las oraciones que estaban ya en uso antes de ellos y las han añadido para los nuevos oficios. Claudio Despense, doctor de la facultad de París, ha formado un tratado particular de las colectas, en el que habla de su origen, de su antigüedad y de sus autores, etc.
El P. Le-Brun, Esplic. de las cerem., t. 1, p. 192, ha demostrado que estas colectas u oraciones comunes que se hacen por el sacerdote en nombre de toda la asamblea son de la mayor antigüedad y datan del tiempo de los apóstoles. Estas oraciones al principio no se hallaban escritas, los sacerdotes las trasmitían por tradición pero siempre han expresado la fe, las esperanzas, los sentimientos comunes de los fieles.